# Claudio Abbado
Claudio Abbado, italijanski dirigent, * 26. junij 1933, Milano, Italija, † 20. januar 2014, Bologna, Italija.
Od leta 1989 je vodil Berlinske filharmonike. Posnel je simfonije L. van Beethovna, J. Brahmsa, G. Mahlerja, F. Mendelssohna, F. Schuberta in opere Italijanka v Alžiru, Simone Boccanegra, Boris Godunov, Peleas in Melisanda in Čudežni mandarin. Leta 1988 je krstno izvedel in posnel njemu posvečeno skladbo Kot val moči in svetlobe, ki jo je napisal Luigi Nono. Trikrat je gostoval tudi v Ljubljani.
Poklicno se je posvetil Rossinijevim in Verdijevim delom. 